# Pilotrichella cyathipoma
Pilotrichella cyathipoma là một loài Rêu trong họ Meteoriaceae. Loài này được (Müll. Hal.) Kindb. miêu tả khoa học đầu tiên năm 1888.